# Torre Rizo
La Torre Rizo és una torre de vigilància costanera situada prop de la platja de Sant Joan, a Alacant (País Valencià). Va ser declarada Bé d'Interés Cultural el 1997.

## Història
Va ser construïda al segle xvi, com tantes altres, amb la finalitat de defensar de les incursions de pirates l'Horta d'Alacant. L'any 1997 va ser desmuntada carreu a carreu pels seus propietaris per evitar que fora catalogada. En l'actualitat hi ha en el seu lloc un camp de golf.
Mentre que la Direcció general de Patrimoni Artístic del País Valencià dona l'immoble per perdut, va ser declarada poc després del seu enderrocament Bé d'Interés Cultural junt a altres vint-i-dues torres similars, i l'associació Hispània Nostra sosté que es troba en un magatzem a l'espera que el jutge que porta el cas dictamini el lloc on ha de ser reconstruïda.
Forma part de les Torres i Talaies d'Alacant que es troben incloses en la Llista roja de patrimoni en perill.